# 李文甫 (1912年)
李文甫（1912年—1987年），男，山东肥城人，中华人民共和国政治人物，曾任本溪市政协副主席，辽宁省政协副主席。

## 生平
1931年九一八事变发生后，作为济南正谊中学学生，参加了济南学生赴南京请愿团，珍珠桥惨案后李文甫被押解回老家肥城并被开除学籍。1932年2月在北平考入燕京大学，随即参加革命在左翼作家联盟北平分盟任工农兵通讯运动委员会主席，成为职业革命者，没有在燕京大学上过课。1932年11月经北平文化总同盟负责人陈沂介绍加入中国共产党。任北平“左联”组织部长、党团书记。1933年春参与组织了为李大钊公开出殡等行动。1933年秋因北平西城区委书记叛变，在北平山东会馆被捕，递解至南京中央军人监狱羁押，1937年5月转至首都反省院。1937年9月国共合作，作为政治犯被无条件释放出狱，回到肥城“老家组织抗日武装，以大学生面貌出现，为的是具有更大的感召力”。
1938年1月任山东西区人民抗敌自卫团政治部副主任。1938年9月任中共泰西特委宣传部长。1938年12月任八路军山东纵队第六支队三团政委。1939年10月肥城县抗日民主政府首任县长。1940年由鲁西区党委审查其政治历史，做出党龄从1932年11月算起的结论。1941年秋李文甫调到冀鲁豫行署督导室任副主任并主持工作。旋即出任郓北县抗日民主政府县长，主要任务是把地方稳住，开展两面政权工作，在郓城有落地之地。1943年夏调任冀鲁豫军区主力红军团——教导第七旅第十九团政委。1944年2月任鲁西二专署(泰运专区）秘书主任(代理专员）。
1945年8月担任冀鲁豫四分区副政委兼政治部主任。1946年1月国共和谈时当选山东省国大代表。1946年6月任中共泰西地委副书记兼军分区副政委。1947年1月任中共泰西地委书记兼冀鲁豫军区第一军分区政委。1948年3月因刘少奇指示：地主出身的干部不能在本地区参加土改，随冀鲁豫区党委书记张玺南下豫西新解放区。1948年4月洛阳解放后，1948年4月8日毛泽东为中共中央起草《再克洛阳后给洛阳前线指挥部的电报》，因为它的内容不但适用于洛阳，也基本上适用于一切新解放的城市，所以这个电报同时发给了其他前线和其他地区的领导同志：“此次再克洛阳，可能巩固。关于城市政策，应注意下列各点。......九、市委书记和市长必须委派懂政策有能力的人担任。市委书记和市长应该对所属一切工作人员加以训练，讲明各项城市政策和策略。城市已经属于人民，一切应该以城市由人民自己负责管理的精神为出发点。如果应用对待国民党管理的城市的政策和策略，来对待人民自己管理的城市，那就是完全错误的。”1948年6月中共洛阳市工委撤销，工委书记刘有光随野战大军南下，李文甫任洛阳市委副书记主持工作。杨少桥为首任市长。地委找李文甫谈话，称打算抽调某领导随军留下，准备接收某大城市，“为了使他有一点城市工作经验，准备让他担任市委书记，你任副书记。”1948年8月至1949年1月周季方任洛阳市委书记。1948年9月30日，李文甫向豫西区党委作了《洛阳市委5个月工作的基本总结及今后工作任务的报告》：“通过5个月来的艰苦工作，工商业恢复阶段大体结束，今后的中心问题是有计划地进行建设。”1949年1月李文甫任洛阳市委兼洛阳县委书记（当时市委与县委合并）。1949年2月兼任豫西一地委副书记。
1949年11月调任郑州市委副书记并主持工作，兼任郑州市总工会主席抓工厂的民主改革，市长宋致和。1952年2月10日郑州市总工会在老坟岗新落成的工人俱乐部剧院（今金博大西南角的位置）组织首次文艺演出。由于垫戏过多，引起观众不满，虽经多次解释，仍然无效。李文甫指示将带头闹事的12名观众扭送派出所审查，当晚经批评教育后释放。正逢武汉出了纪凯夫事件，中央作为官僚主义的典型案例命令严查，有人认为李文甫在三反五反运动期间在剧院抓人是“侵犯人权，官僚恶霸作风”，与武汉的纪凯夫事件如出一辙，把此事汇报给中南局。中南局指示河南省委“应该以李文甫为反面教材，教育广大干部，不能有侵犯人权官僚恶霸作风，并以此为戒，杜绝此类问题再次发生”。2月16日河南省委遵中南局指示，作出开除李文甫党籍的决定，并建议省、市人民政府及各革命组织撤销其一切职务，依法严惩。2月17日，市总工会执行省总工会关于撤销李文甫总工会主席职务的决定。被法办逮捕，关押于市法院后街看守所待审近半年。1952年2月23日，河南省委宣传部编印《干部学习材料——肃清戴季英反党思想及李文甫特权思想与恶霸作风》。《河南日报》、《郑州日报》开辟专栏讨论“李文甫事件”，争论半年之久。省委让李文甫在《河南日报》公开道歉平息此事；1952年7月5日郑州市人民法院判决认为李犯有侵犯人权罪，因情节轻微，决定对其免予刑事处分。河南省委报中南局把开除党籍处分变为留党察看半年处分（1980年河南省委撤销了对李文甫的处分决定，彻底平反）。1952年8月李文甫出狱后没有回家直接乘火车赴武汉，调中南局任政策研究室城市组组长、城市工作部基建处长、城市工作部秘书长。得到主持中南局日常工作的第二副书记李雪峰的肯定，1954年6月后一直随李雪峰调动工作。
1954年4月27日，中共中央政治局扩大会议决定，撤销全国各大区的中央局机构，中共中央增设东北地区工作部、华北地区工作部、华东地区工作部、中南地区工作部、西北地区工作部和西南地区工作部，建立中央秘书长办公制度。1954年6月李文甫调任中共中央中南地区工作部工业处长，中共中央副秘书长李雪峰兼任部长，副部长刘建勋、曾志。1954年秋任中央书记处第三办公室(工交办)巡视员。1956年底中央工业交通工作部拆分为中央工业工作部、中央交通工作部，所在的重工业处划归中央工业工作部，部长李雪峰，副部长李立三、高扬。
1957年夏调任辽宁省本溪市委书记处书记，分管工业，兼市总工会主席。后因患心脏病，从1963年起离开了工业战线，分管文教卫生工作。1967年起被关押接受政治审查。1972年底因肺气肿严重，被允许回山东老家养病，每月发25元生活费。1979年3月本溪市委做出维持1958年中央监委对李文甫1933年至1937年被捕坐牢期间的政治历史问题的结论。1980年恢复工作，任本溪市委顾问、市政协副主席。1980年至1983年4月任辽宁省政协副主席。主动要求不驻会，不在辽宁省城居住，仍回山东老家养病，尽量不给组织添麻烦。1983年离休。

## 家人
- 发妻唐红：1929年与李文甫结婚。1938年病逝。
- 续弦夫人鲁伟（1922年-1972年10月16日），原名宋培贤，山东省东阿县宋楼村人。1938年6月进入聊城范筑先第六游击区军政学校（中共鲁西北特委办班）学习，1939年9月入党。1942年与李文甫结婚。历任区妇救会主任，县妇救会委员、洛阳市供销合作社党总支副书记，郑州市委机关党总支书记，中共中央工业工作部重工业处党总支组织干事，本溪市第二人民医院党委书记，本溪市委卫生党委监委书记，本溪市卫生局党组副书记、副局长（行政13级）。文革初期被打成“托派”。后下放到本溪市人民委员会机关的刘家哨五七干校劳动，因长期患高血压突发脑溢血病逝。1978年12月本溪市委彻底平反昭雪。